# 4072 Yayoi
4072 Yayoi eller 1981 UJ4 är en asteroid i huvudbältet som upptäcktes den 30 oktober 1981 av de båda japanska astronomerna Hiroki Kōsai och Kiichirō Furukawa vid Kiso-observatoriet i Japan. Den är uppkallad efter en period i Japansk historia, kallad Yayoi.
Asteroiden har en diameter på ungefär 4 kilometer.